# André Guy
André Guy (født 3. marts 1941 i Bourg-en-Bresse, Frankrig) er en tidligere fransk fodboldspiller (angriber). Han spillede for flere klubber i hjemlandet og blev fransk mester med Saint-Étienne samt pokalvinder med Rennes. I 1969 blev han topscorer i den franske liga.
Guy spillede mellem 1964 og 1968 desuden otte kampe og scorede to mål for det franske landshold.

## Titler
Ligue 1
- 1964 med Saint-Étienne

Coupe de France
- 1971 med Rennes FC